# Cordilura cuspidata
Cordilura cuspidata är en tvåvingeart som beskrevs av Mitsuhiro Sasakawa 1986. Cordilura cuspidata ingår i släktet Cordilura och familjen kolvflugor. Inga underarter finns listade i Catalogue of Life.